# Earl Dwire

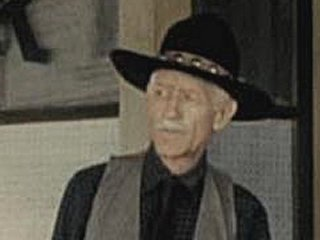
Earl Dwire in Das Gold von Texas (1934)

Earl D. Dwire (* 3. Oktober 1883 in Waukegan, Illinois; † 16. Januar 1940 in Panorama City, Kalifornien) war ein US-amerikanischer Schauspieler.
Zwischen 1921 und 1940 spielte der Charakterdarsteller in über 150 Stumm- und Tonfilmen, überwiegend Nebenrollen als Bösewicht oder Autoritätsfigur. Er war vor allem in B-Western zu sehen, darunter viele frühe Filme mit John Wayne.

## Filmografie (Auswahl)
- 1921: The Sage-Brush Musketeers (Kurzfilm)
- 1921: King Fisher’s Roost
- 1931: Dugan of the Badlands
- 1931: Von Banditen überfallen (Alias the Bad Man)
- 1932: Klondike
- 1933: King Kong und die weiße Frau (King Kong)
- 1933: Rainbow Ranch
- 1933: Die Wasserrechte von Lost Creek (Riders of Destiny)
- 1934: Das Gold von Texas (The Lucky Texan)
- 1934: Flussabwärts (West of the Divide)
- 1934: Showdown am Adlerpaß (Blue Steel)
- 1934: Rodeo (The Man from Utah)
- 1934: Der einsame Reiter (Randy Rides Alone)
- 1934: US Marshal John (The Star Packer)
- 1934: Sie töten für Gold (The Trail Beyond)
- 1934: Das Gesetz des Stärkeren (The Lawless Frontier)
- 1934: Unter dem Himmel von Arizona (’Neath the Arizona Skies)
- 1935: Tom Mix, der Wunderreiter (The Miracle Rider)
- 1935: Tarzans neuestes Abenteuer: Der Herr der Wildnis (The New Adventures of Tarzan)
- 1935: Reiter in der Dämmerung (The Dawn Rider)
- 1935: Feuerwasser und frische Blüten (Paradise Canyon)
- 1935: Westwärts! (Westward Ho)
- 1935: Flammende Grenze (The New Frontier)
- 1935: Tal der Angst (Lawless Range)
- 1936: Der König vom Pecos (King of the Pecos)
- 1937: Ordnung ist das halbe Leben (The Great O’Malley)
- 1937: Carmen in Texas (Trouble in Texas)
- 1937: Das schwarze Gold (Git Along Little Dogies)
- 1937: Varsity Show
- 1937: Radio Patrol
- 1937: Die Spielhölle von Wyoming (Born to the West)
- 1938: Assassin of Youth
- 1938: Under Western Stars
- 1938: The Great Adventures of Wild Bill Hickok
- 1938: Das Doppelleben des Dr. Clitterhouse (The Amazing Dr. Clitterhouse)
- 1938: Chicago – Engel mit schmutzigen Gesichtern (Angels with Dirty Faces)
- 1938: Die Teufelsinsel (Devil’s Island)
- 1939: Oklahoma Kid (The Oklahoma Kid)
- 1939: Soldaten Südwärts (Southward Ho)
- 1940: Sein Mädchen für besondere Fälle (His Girl Friday)
- 1940: Teddy the Rough Rider (Kurzfilm)
- 1940: Flash Gordon Conquers the Universe
- 1940: King of the Lumberjacks